# Nilutamida
La nilutamida es vendida bajo las marcas Nilandron y Anandron, y es un medicamento utilizado para tratar el cáncer de próstata. También se ha utilizado como componente de la terapia hormonal feminizante para mujeres transgénero. Este medicamento se toma por vía oral.
Los efectos secundarios de este medicamento pueden incluir sofocos, poca capacidad para ver en la oscuridad, náuseas, estreñimiento, dificultad para dormir y agrandamiento de las mamas; otros efectos secundarios pueden incluir disfunción sexual, osteoporosis, intolerancia al alcohol En raras ocasiones, puede causar neumonitis y daño hepático, estos efectos secundarios desfavorables han limitado su uso. La nilutamida es un antiandrógeno no esteroideo  que actúa como antagonista selectivo del receptor de andrógenos, previniendo los efectos de los andrógenos. Como el cáncer de próstata depende de estas hormonas para su crecimiento y supervivencia, se puede retardar la progresión de la enfermedad.
Este medicamento se descubrió en 1977 y se aprobó para uso médico en 1987. Fue aprobado en Estados Unidos en 1996. Está en la Lista de Medicamentos Esenciales de la Organización Mundial de la Salud como alternativa a la bicalutamida. Está disponible como medicamento genérico. En Estados Unidos, 30 comprimidos de 150 mg cuestan alrededor de 1.600 dólares estadounidenses  en 2021.